# Parque Halfeld
O Parque Halfeld é um parque localizado no município de Juiz de Fora, Brasil. Situado em ponto nobre, na esquina da Avenida Rio Branco com a Rua Halfeld, é o primeiro logradouro público da cidade. O local é um dos mais importantes símbolos de Juiz de Fora, considerado ponto de encontro e espaço de lazer e cultura.

## História

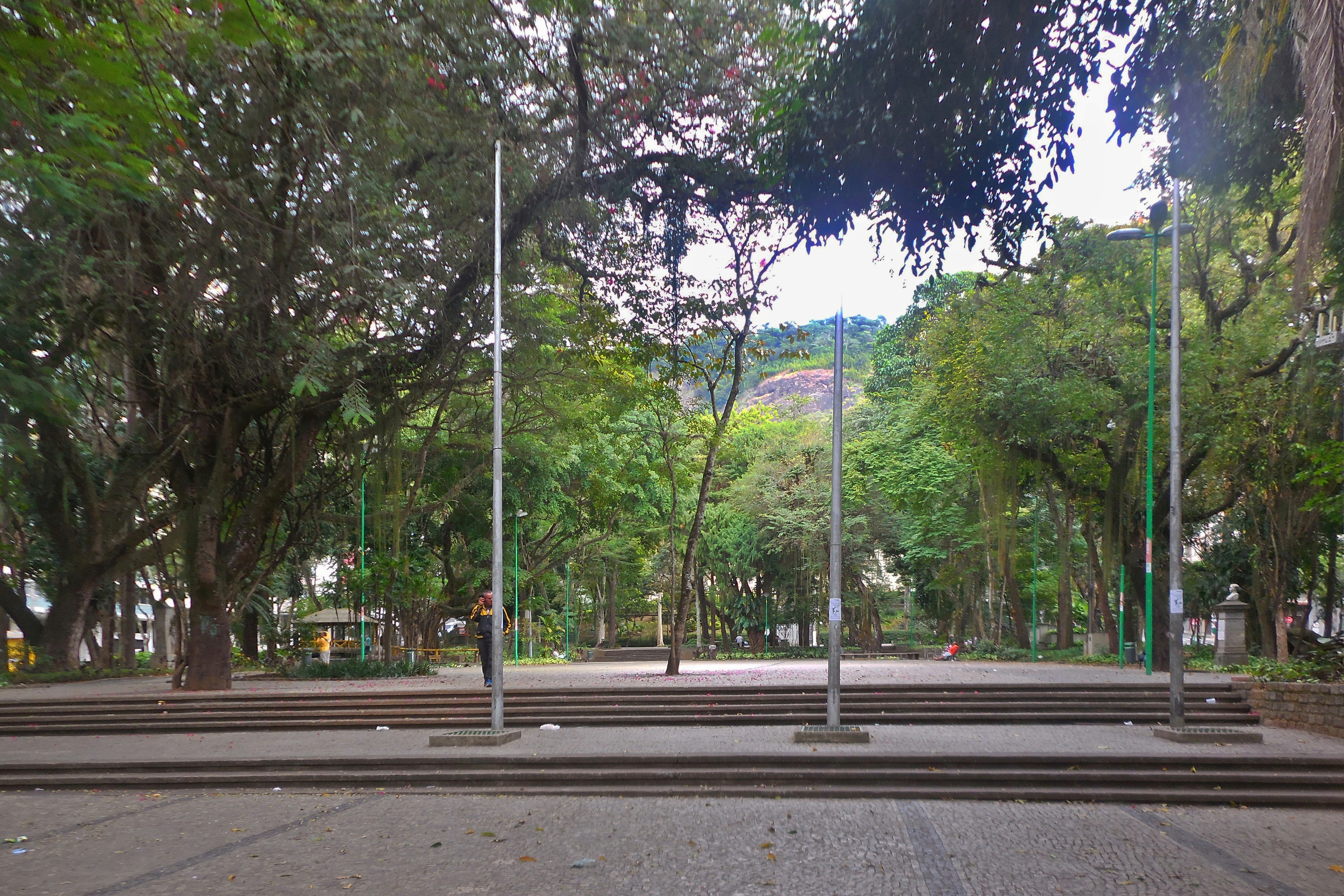
Interior do Parque Halfeld

O terreno onde se localiza o parque pertencia ao engenheiro Henrique Halfeld, sendo adquirido pela câmara em 1854 por mil réis. Conhecido originalmente como Largo Municipal e posteriormente Jardim Municipal, o local era, até 1879, descuidado, servindo para a armação de espetáculos circenses, cavalhadas e outras formas de entretenimento itinerante. Naquele ano, sob indicação do dr. Marcelino de Assis Tostes, teve início o ajardinamento da praça, com a planta ficando a cargo do arquiteto Miguel Antônio Lallemant e as obras confiadas a Julio Monfá e André Alfeld. Concluída a reforma em 1880, uma comissão de vereadores e engenheiros constatou várias falhas em sua execução.
Em 1901, o Coronel Francisco Mariano Halfeld (filho de Henrique) contratou a empresa Pantaleone Arcuri & Spinelli e pagou do próprio bolso a quantia de vinte e seis contos de réis para uma nova reforma do jardim municipal, que recebeu em sua homenagem, através da Resolução n° 472, de 31 de julho daquele ano, a denominação de Praça Coronel Halfeld.
As obras foram inauguradas em 1902, e em 1923 a praça voltou a ser remodelada, sendo retirados os gradis que a circundavam. Desde então vem sofrendo alterações, algumas menores e outras significativas, em praticamente todos os governos, principalmente a partir de 1965. A última reformulação paisagística ocorreu em 1981, quando o Parque Halfeld, como é atualmente conhecido, teve sua área de terra e areia substituída por novos passeios de pedra portuguesa e diversas árvores derrubadas. Dos elementos implementados no projeto de 1901, restaram apenas o lago, a ponte e o quiosque com estrutura imitando bambu.
Foi tombado pela prefeitura em 29 de dezembro de 1989.

## Imagens

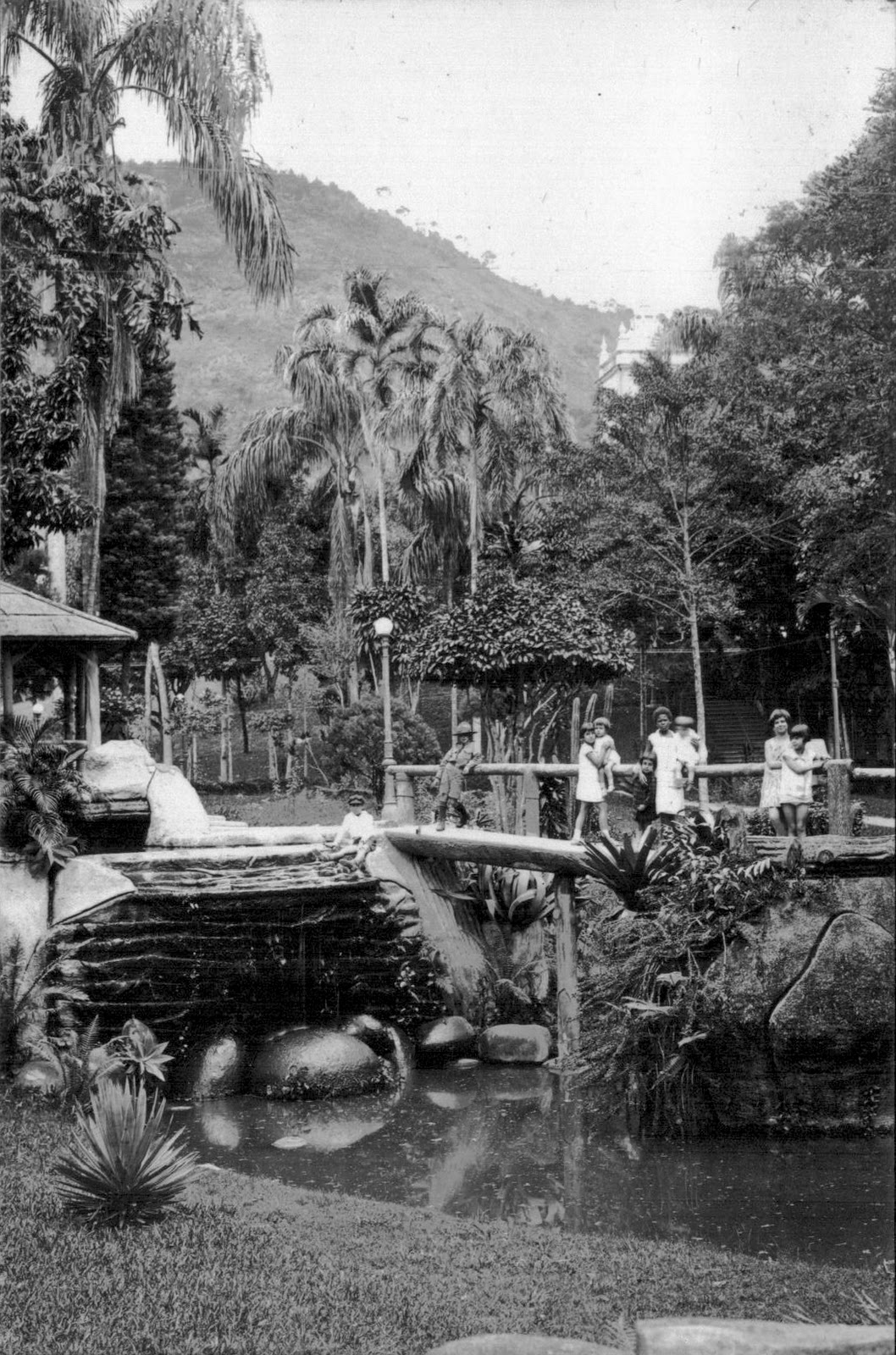
Parque Halfeld em 1909: lago, ponte e quiosque com estrutura imitando bambu
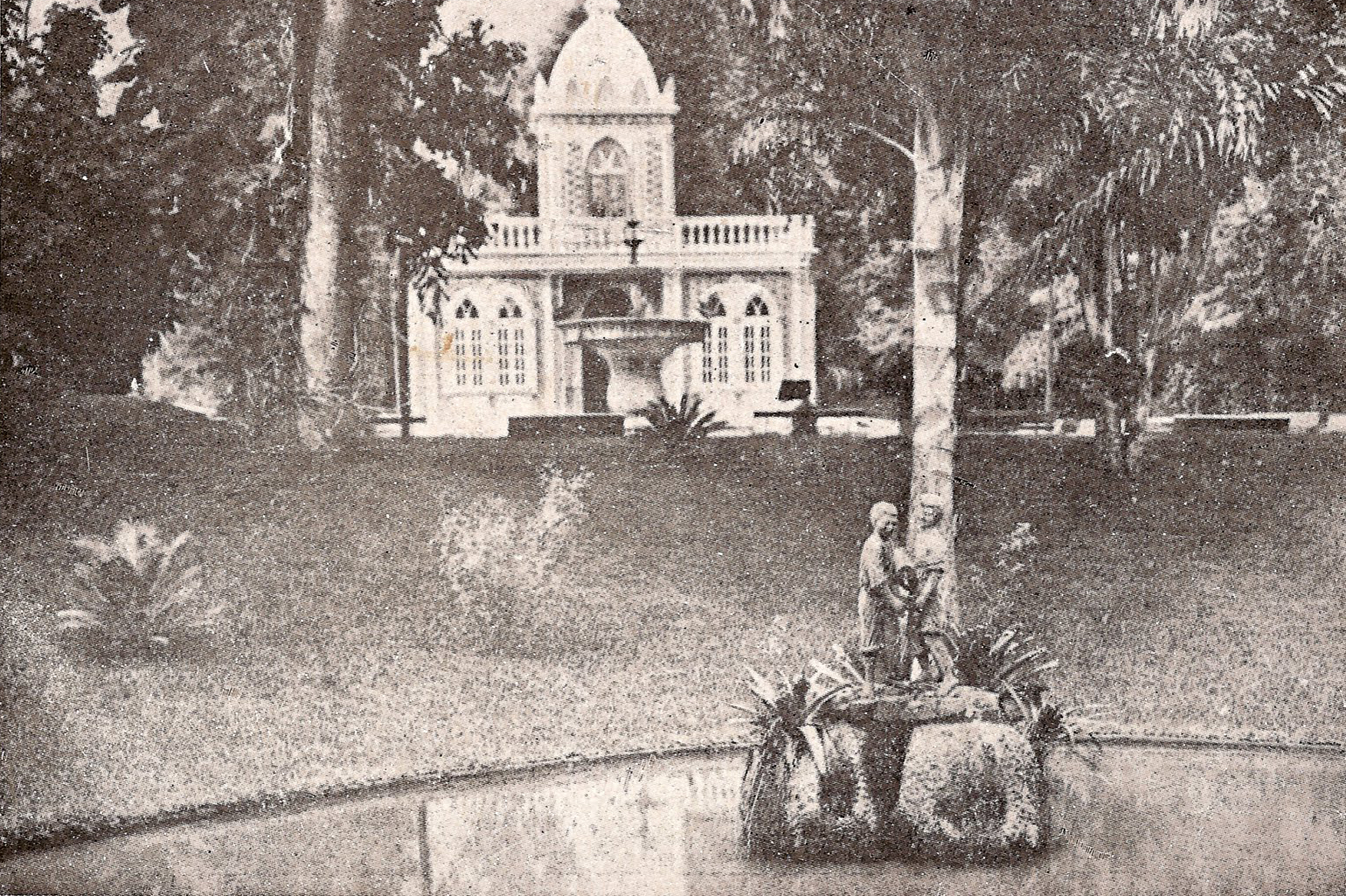
Parque Halfeld em 1915: chafariz (primeiro plano) e edificação (fundo) demolidas durante as reformas do final dos anos 1970 e começo dos anos 1980
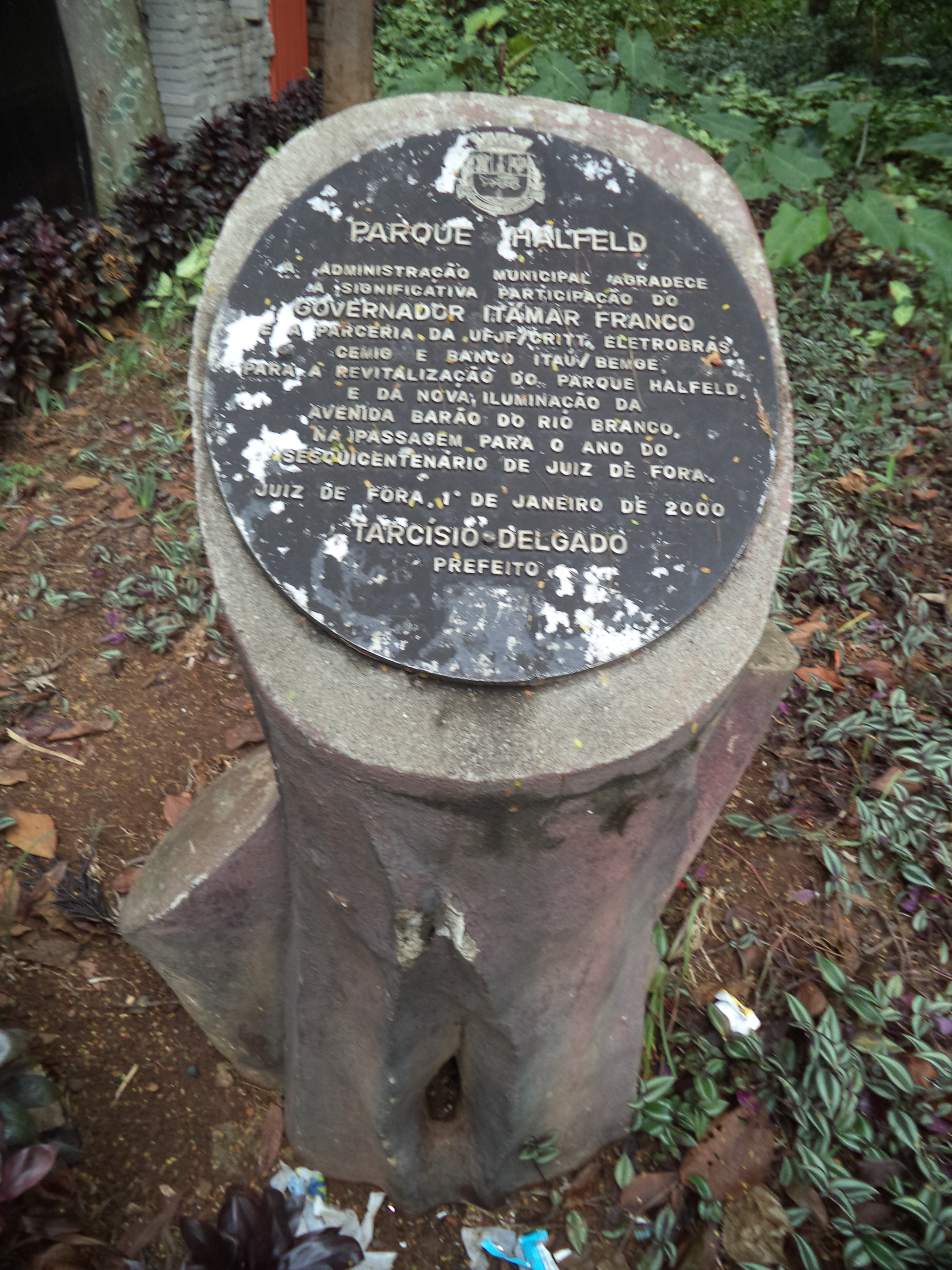
Placa de 2000 sobre o parque.
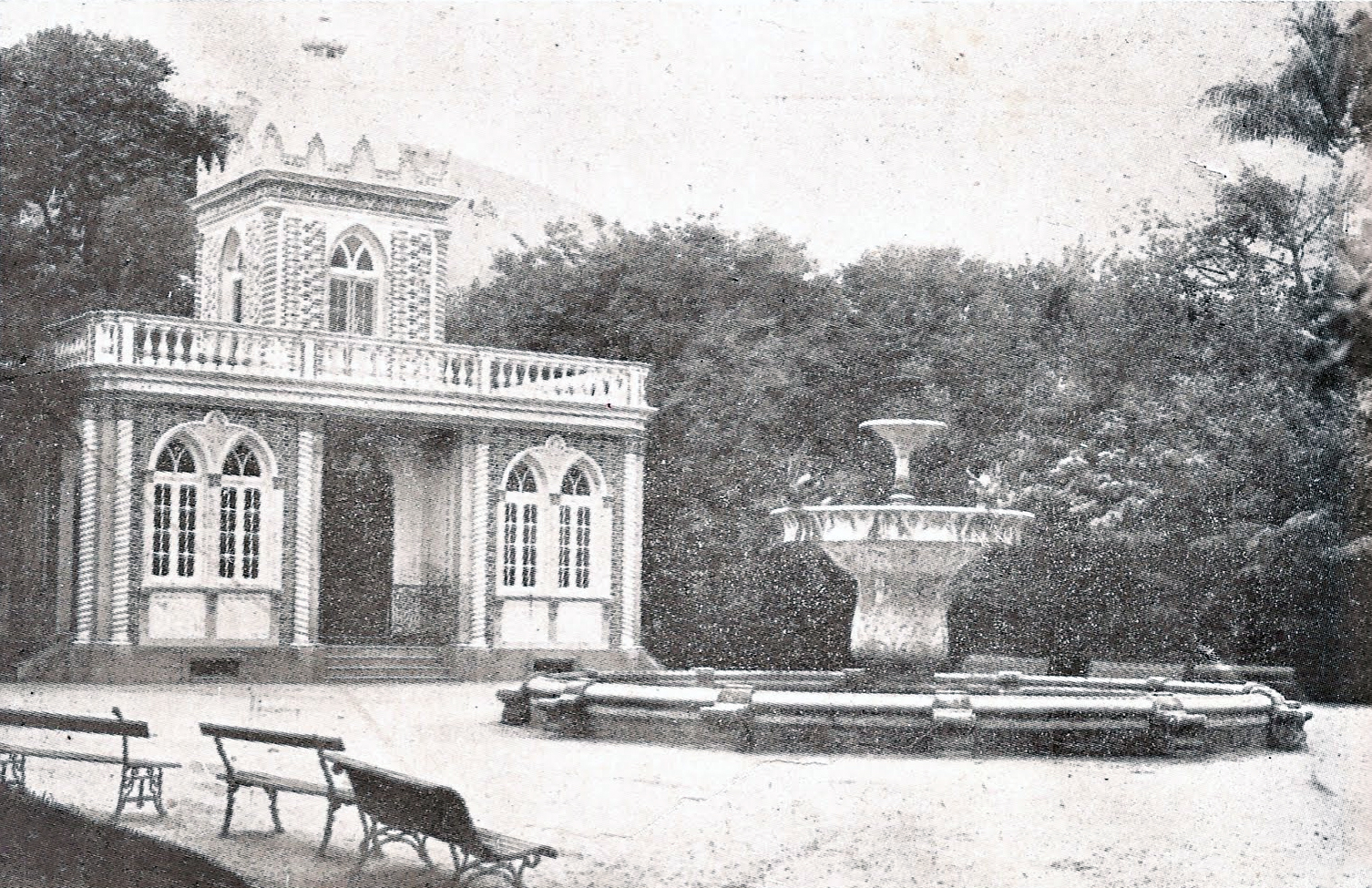
Parque Halfeld em 1915: detalhe do chafariz e da edificação (que chegou a abrigar a Biblioteca Municipal)
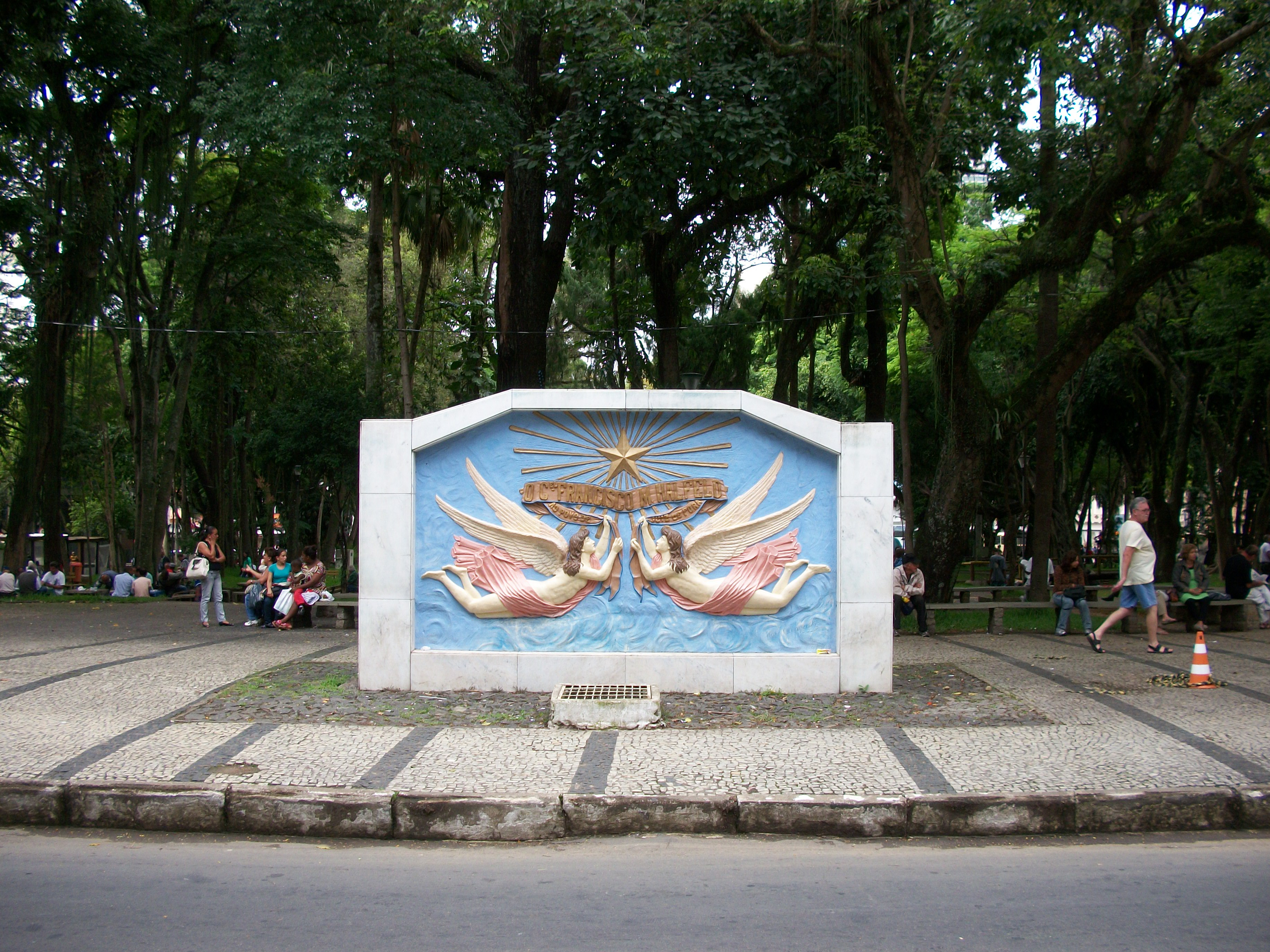
Placa em homenagem a Francisco Halfeld encontrada nos anos 1980 durante reforma do parque, enterrada próximo à Av. Rio Branco. Acabou instalada no calçamento paralelo à rua Santo Antônio[5] Imagem de 2011.
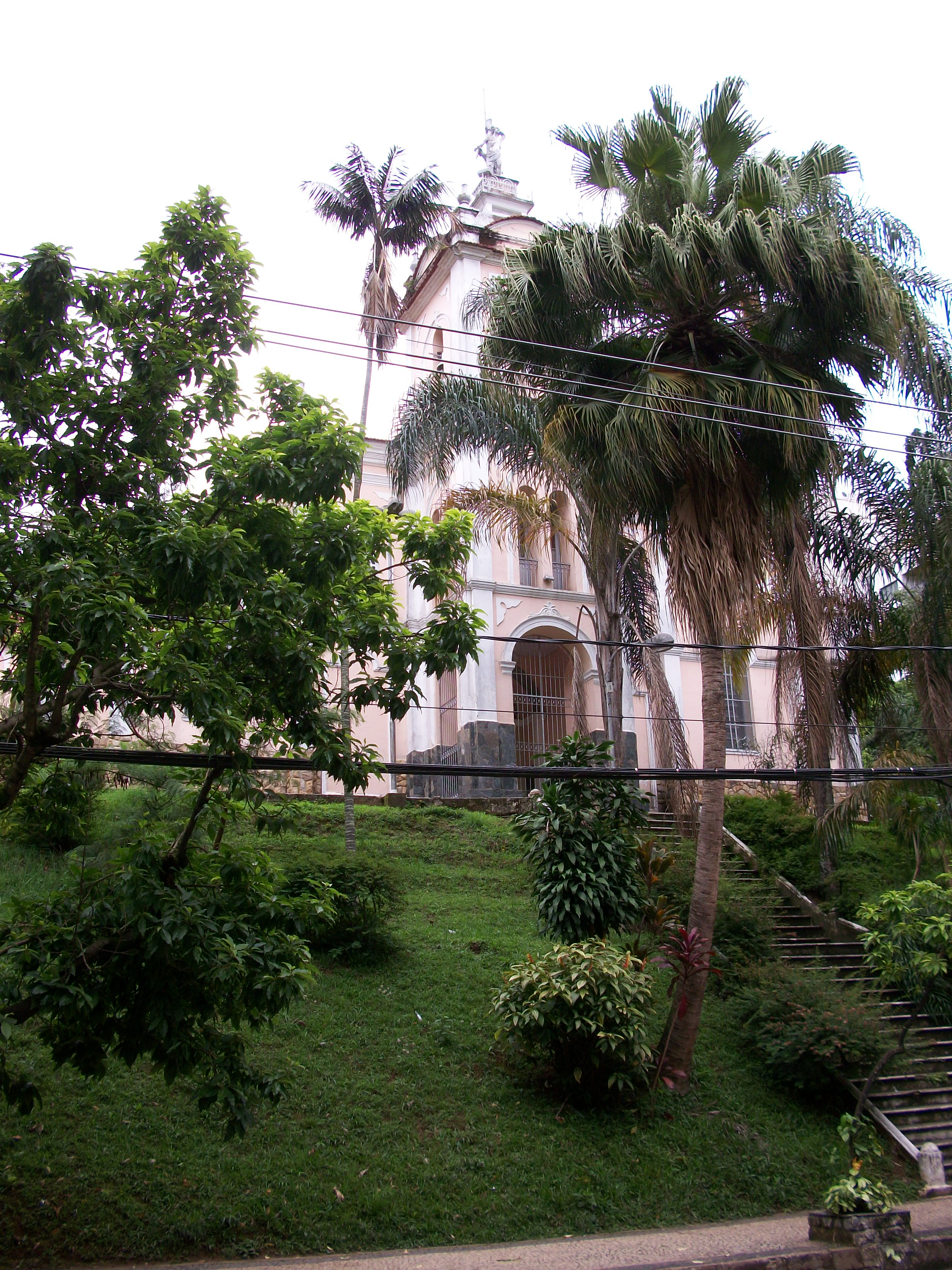
Igreja de São Sebastião atrás do Parque Halfeld.